# Диоксираны

Диоксираны

Диоксираны — трёхчленные циклические пероксиды.

## Номенклатура
Название этого класса соединений определяется по составу входящих в него углеводородных радикалов, например, диоксиран (формула I), диметилдиоксиран (формула II), циклогексанондиоксиран (формула III).

## Способы получения
Наиболее удобным и широко применяемым способом синтеза диоксиранов является окисление кетонов (например, ацетона) солью пероксосерной кислоты (кислота Каро) H2SO5 оксоном (KHSO4·2KHSO5·K2SO4):
При этом получают раствор диоксирана в исходном кетоне, который хранят при низких температурах.
Другие способы получения диоксиранов практического применения не получили.

## Свойства
Распад
Диоксираны являются термически нестабильными соединениями. Их распад протекает по сложному механизму. Реакция катализируется примесями ионов тяжёлых металлов, а также продуктами распада. Механизм распада зависит от таких параметров, как температура, содержание растворённого кислорода, наличие примесей. Возможны следующие пути распада:
- Димеризация
- Распад через енольную форму
- Радикально цепной распад O-O связи
- Изомеризация
- Индуцированное разложение примесями

Окислительные свойства
Благодаря наличию пероксидной связи O-O диоксираны обладают окислительными свойствами. Многие реакции окисления диоксиранами органических соединений являются высокоселективными и протекают в мягких условиях:
- Алканы превращаются в спирты
- Алкены превращаются в эпоксидные соединения
- Вторичные спирты окисляются до кетонов
- Фенолы образуют хиноны
- Амины переходят в нитросоединения
- Сульфиды последовательно превращаются в сульфоксиды и сульфоны